# Богуцкий, Ричард Ромуальдович
Ри́чард Ромуа́льдович Богу́цкий (28 июля 1935 — 3 декабря 2001) — советский и российский актёр театра, кино и озвучивания.

## Биография
Родился 28 июля 1935 года в семье, богатой талантами.
- Вторая бабушка — Эмилия Ивановна Спарро — англичанка (отсюда и имя Ричард), была скрипачкой, ученицей Л. Ауэра, и играла на скрипке Гварнери.
- Дедушка — Николай Эдуардович Тейх (1862—1917) был архитектором городской управы, построил ряд домов в Петербурге, больницу Петра Великого (ныне больница имени Мечникова). Автор проекта церкви Спасо-Преображения Господня в имении Жербиных в пос. Толмачёво, Лужский р-н (1893).
- Дядя — Георгий Николаевич Тейх (1906—1992) был актером Театра комедии.

Окончил кульпросветшколу Ленинграда по двум специальностям: хоровому и драматическому.
Работал драматическим актёром в театре в Кохтла-Ярве, затем переехал в Ленинград, где стал работать в областной филармонии. Работал в Театре марионеток имени Е. С. Деммени. Вместе с Борисом Сапегиным поставил пьесу по мотивам «Маленького принца».
Автор пьес «Ах, мой милый Августин!» (1989, в соавторстве с Н. Шуваловым) и «Хочу быть мальчиком» (1991).
В 1989 году на Пятом канале вышла телепередача «Большой фестиваль», в которой Богуцкий в течение 12 лет, вплоть до закрытия передачи в феврале 2001 года, бессменно озвучивал Хоху — существо с кедом вместо головы.
Скончался 3 декабря 2001 года от инсульта.
Сын — Владимир Ричардович Богуцкий (род. 1956), окончил книготорговый техникум. В 1993 выпустил поэтическую книгу «Силовое пространство».

## Творчество

### Театр
- «Пиноккио»
- 1980 — «Жуткий Господин Ау» — ведущий, бобёр
- «Улыбка клоуна»
- 1984 — «Добрый год» (сказка — стихи) М. Садовского — ведущий, охотник
- 2001 — «Гулливер в стране лилипутов» — Симпсон

### Кино
- «Иван Павлов. Поиски истины» (1984) — Дмитрий Петрович Павлов (Родился я в Рязани, 1 серия; Господин Факт, 4 серия)
- «И вот пришёл Бумбо...» (1984) — кукловод (голос за кадром)
- «Счастливые дни» (1991) — эпизод
- «За́мок» (1994) — хозяин гостиницы «Господский двор»
- «Про уродов и людей» (1998) — нотариус
- «Тайны следствия-1» (2001) — Анатолий Сергеевич (Женские слёзы, фильм 4)